# Брош, Нина
Нина Брош (ивр. נינה ברוש‎
12 ноября 1975) — израильская фотомодель и актриса.

## Биография
Родилась в Рамат-Ишае в Израиле в семье российско-еврейского эмигранта и еврейки из Китая. По отцу является праправнучкой общественного деятеля Маймона Фишмана.
В модельном бизнесе с 1993 года. Участвовала в фотосессиях, появлялась на подиумах израильских дизайнеров. В начале 1994 года подписала контракты с модельными агентствами в Мюнхене и Париже, затем в Нью-Йорке.
В 1990-х годах участвовала в рекламных кампаниях таких всемирно известных брендов, как Givenchy, Yves Saint Laurent, Dolce & Gabbana, DKNY, Chanel, Dior, Yōji Yamamoto и Miu Miu.
Снималась для обложек журналов Vogue и Elle.
Снялась в музыкальном клипе Duran Duran «Femme Fatale». В 1998 году появилась вместе с Винсентом Галло в фильме «Hollywood Salome», в 2000 году участвовала в съёмках фильма «The Ice People».
Была замужем за певцом Дороном Эялем, известным под сценическим псевдонимом «Шульц Ха-Айом». У нее есть дочь от бизнесмена Аси Шалева и сын от бизнесмена Ави Вигдора. В настоящее время живет в Нью-Йорке.
В 1998 году завершила модельную карьеру.
Вегетарианка.